# Sadeq Khalkhali
Mohammad Sadeq Givi-Khalkhali, född 27 juli 1926 nära staden Khalkhal i nordvästra Persien, död 27 november 2003 i Qom, var en iransk shiitisk storayatolla, islamist, parlamentsledamot och verkställande chefsdomare (persiska: hākem-e shar) efter den iranska revolutionen.

## Roll i revolutionen 1979 och massavrättningar
Khalkhali stod sedan 1950-talet nära ledarskapet inom Fedayan-e eslam och blev rörelsens talesman efter revolutionen.
Khalkhali utsågs den 24 februari 1979 av Khomeini till verkställande chef för revolutionsdomstolarna och blev i internationell press kallad hängningsdomaren för sina summariska rättsprocedurer. Khalkhali hade efter ett drygt halvår hunnit fälla och verkställa 550 dödsdomar. Bland de avrättade fanns bland annat framstående personer som Nematollah Nassiri och Amir-Abbas Hoveyda. Han ansvarade även för förstörelsen av Reza Shah Pahlavis mausoleum och skändningen av flera gravar runtom i Iran samma år. 
I maj 1980 blev Khalkhali ansvarig för en antinarkotikakampanj, och hade efter ett par månader hunnit avrätta flera hundra misstänkta narkotikahandlare, monarkister och kommunister. Ayatollah Khomeini beordrade ett stopp för massavrättningarna först 1983 men de återupptogs i ökad skala 1988 (se Avrättningarna av politiska fångar i Iran 1988). 
Khalkhali informerade 1980 folket om att "var och en har en rätt att bli bödel", samt att de rättrogna bör bortse från "onödiga formaliteter" kring tilltänkta avrättningar. Under sina år som chefsbödel hann Khalkhali avrätta åtskilliga tusen landsmän.
Khalkhali var under två perioder ledamot av Irans parlament (majles) fram till 1992.

## Åsikter om Kyros den store
I sina memoarer kallar Khalkhali den persiske kungen Kyros den store för "tyrann", "homosexuell" och "lögnare". Khalkhali försökte handgripligen förstöra Kyros grav i Pasargad men förhindrades av lokala ortsbor.

## Inflytande
Khalkhali hade stort inflytande på den radikala islamismen i iransk politik. Hans ideologi lever kvar i den iranska islamiströrelsen Ansar-e Hezbollah och i Irans nuvarande andlige ledare Seyed Ali Khamenei.
Khalkhalis dotter Fatemeh Sadeqi har tagit avstånd från sin fars religiösa åsikter och försvarar sekularism.